# Зорка Манојловић
Зорка Манојловић (Београд, 5. април 1929 — Београд, 25. септембар 2013) била је српска филмска, телевизијска и позоришна глумица.

## Биографија
Зорка Манојловић је рођена 1929. у Београду као Зорка Докнић. Зорка је била дугогодишња чланица Позоришта Бошко Буха где је одиграла више улога, од којих су значајније у представама Том Сојер, Хаклбери Фин, Оливер Твист, Сновиђења Симоне Машар, а улогу у представи Србољуба Станковића Украдени принц и изгубљена принцеза је играла тридесет година.
Поред улога у позоришту остварила је запажене улоге и у филмовима, од којих су најпознатије улоге бака које је тумачила у филмовима Туђа Америка, Ране, Јагода у супермаркету и Седам и по.
Преминула је 25. септембра 2013, сахрањена је на Новом гробљу у Београду 28. септембра 2013. године.
Њен син је глумац Предраг Мики Манојловић.

## Филмографија
| Год.    | Назив                         | Улога              |
| ------- | ----------------------------- | ------------------ |
| 1960-те |                               |                    |
| 1963.   | Капетан Смело срце            |                    |
| 1967.   | Деца војводе Шмита            |                    |
| 1968.   | Бурлеска о Грку               | Хуана              |
| 1969.   | Рађање радног народа (серија) | Радина тетка       |
| 1970-те |                               |                    |
| 1971.   | Чедомир Илић (ТВ серија)      | Вишњина газдарица  |
| 1971.   | Дипломци (серија)             |                    |
| 1974.   | Отписани (серија)             | Зрикијева мајка    |
| 1975.   | Крај недеље                   | Катицина комшиница |
| 1980-те |                               |                    |
| 1983.   | Нешто између                  | Мајка              |
| 1983.   | Камионџије опет возе (серија) | Баба               |
| 1984.   | Нешто између (ТВ серија)      | Мајка              |
| 1990-те |                               |                    |
| 1995.   | Туђа Америка                  | Бајина мајка       |
| 1998.   | Ране                          | Швабина бака       |
| 2000-те |                               |                    |
| 2003.   | Јагода у супермаркету         | Бакица             |
| 2003.   | Ледина                        | Зорицина мајка     |
| 2005.   | Ми нисмо анђели 2             | Бакица             |
| 2005.   | Звезде љубави                 | Грофова мајка      |
| 2006.   | Седам и по                    | Бакица             |